# Bulat-Pestivien
Bulat-Pestivien település Franciaországban, Côtes-d’Armor megyében. Lakosainak száma 409 fő (2022. január 1.). Bulat-Pestivien Callac, Maël-Pestivien, Plougonver, Pont-Melvez és Saint-Servais községekkel határos.

## Népesség
A település népességének változása:
| Lakosok száma | 812  | 531  | 446  | 461  | 446  | 423  | 432  | 421  | 415  | 409  |
|               | 1968 | 1982 | 1990 | 2006 | 2013 | 2015 | 2017 | 2019 | 2020 | 2022 |